# Pós-estruturalismo
Pós-estruturalismo é um termo para formas filosóficas, teóricas e literárias de teoria que tanto constroem quanto rejeitam ideias estabelecidas pelo estruturalismo, o projeto intelectual que o precedeu. Embora todos os pós-estruturalistas apresentem críticas diferentes ao estruturalismo, os temas comuns entre eles incluem a rejeição da autossuficiência do estruturalismo, bem como uma interrogação das oposições binárias que constituem suas estruturas. Consequentemente, o pós-estruturalismo descarta a ideia de interpretar a mídia (ou o mundo) dentro de estruturas pré-estabelecidas e socialmente construídas.
Enquanto o estruturalismo propõe que se pode entender a cultura humana por meio de uma estrutura modelada na linguagem, e que essa compreensão difere da realidade concreta e das ideias abstratas ao propor, em vez disso, uma "terceira ordem" que faz a mediação entre as duas, a crítica pós-estruturalista pode sugerir que para construir significado a partir de tal interpretação, deve-se (falsamente) assumir que as definições desses signos são válidas e fixas, e que o autor que emprega a teoria estruturalista está de alguma forma acima e à parte dessas estruturas que eles estão descrevendo de forma a poder apreciá-los totalmente. A rigidez, tendência para categorizar e insinuação de verdades universais encontradas no pensamento estruturalista é, então, um alvo comum do pensamento pós-estruturalista, ao mesmo tempo que se baseia em concepções estruturalistas da realidade mediadas pela inter-relação entre os signos.
Escritores cujas obras são frequentemente caracterizadas como pós-estruturalistas incluem: Roland Barthes, Jacques Derrida, Michel Foucault, Gilles Deleuze, Judith Butler, Jean Baudrillard, Julia Kristeva, Jacques Rancière e Paul Ricoeur, embora muitos teóricos que foram chamados de "pós-estruturalistas" tenham rejeitado o rótulo.
Não se trata exatamente de um movimento, e poucos desses pensadores aceitam o rótulo de 'pós-estruturalista' — criado por outros para designar genericamente um conjunto de diferentes reações ao estruturalismo. Consequentemente, nenhum dos ditos pós-estruturalistas se sentiu na obrigação de elaborar um "manifesto" do pós-estruturalismo.

## Pós-estruturalismo e estruturalismo
O estruturalismo como movimento intelectual na França nas décadas de 1950 e 1960 estudou estruturas subjacentes em artefactos culturais (como textos) e usou conceitos analíticos de linguística, psicologia, antropologia e outros campos para interpretar essas estruturas. O estruturalismo postula o conceito de oposição binária, em que pares frequentemente usados de palavras opostas, mas relacionadas (conceitos) são frequentemente organizados em uma hierarquia; por exemplo: Iluminismo/Romantismo, masculino/feminino, fala/escrita, racional/emocional, significado/significante, simbólico/imaginário.
O pós-estruturalismo rejeita a noção estruturalista de que a palavra dominante em um par é dependente de sua contraparte subserviente e, em vez disso, argumenta que fundar o conhecimento na experiência pura (fenomenologia) ou em estruturas sistemáticas (estruturalismo) é impossível, porque história e cultura condicionam o estudo das estruturas subjacentes e estas estão sujeitas a vieses e interpretações erradas. Gilles Deleuze e outros viram essa impossibilidade não como um fracasso ou perda, mas sim como uma causa para "celebração e libertação". Uma abordagem pós-estruturalista argumenta que para compreender um objeto (um texto, por exemplo), é necessário estudar tanto o objeto em si quanto os sistemas de conhecimento que o produziram. As fronteiras incertas entre o estruturalismo e o pós-estruturalismo tornam-se ainda mais obscuras pelo fato de os estudiosos raramente se rotularem como pós-estruturalistas. Alguns estudiosos associados ao estruturalismo, como Roland Barthes e Michel Foucault, também se destacaram no pós-estruturalismo.
O prefixo pós não é, todavia, interpretado como sinal de contraposição ao estruturalismo. De fato, esses pensadores levaram às últimas consequências os conceitos e desenvolvimentos do estruturalismo, até dissolvê-los no desconstrutivismo, construtivismo ou no relativismo e no pós-modernismo. O movimento pós-estruturalista está intimamente ligado ao pós-modernismo — embora os dois conceitos, conforme mencionou Michael Peters não sejam sinônimos. Nas palavras de Peters: "o pós-estruturalismo tem sido, muito frequentemente, confundido com o termo afim, Pós-modernismo. Na verdade, alguns críticos chegam a argumentar que o conceito de pós-estruturalismo deve ser subordinado ao de Pós-modernismo". Para o autor, o pós-modernismo, apesar de ter uma acepção histórica e filosófica, no geral, está relacionado aos movimentos artísticos de meados do século XX; já o Pós-estruturalismo "é, decididamente, interdisciplinar, apresentando-se por meio de muitas e diferentes correntes".

## História
O pós-estruturalismo surgiu na França durante a década de 1960 como um movimento de crítica ao estruturalismo. De acordo com J. G. Merquior, uma relação amor-ódio com o estruturalismo desenvolvida entre muitos dos principais pensadores franceses na década de 1960. O período foi marcado pela rebelião de estudantes e trabalhadores contra o estado em maio de 1968.
Em uma palestra de 1966 intitulada "Structure, Sign, and Play in the Discourse of the Human Sciences", Jacques Derrida apresentou uma tese sobre uma aparente ruptura na vida intelectual. Derrida interpretou este evento como uma "descentralização" do antigo cosmos intelectual. Em vez de progresso ou divergência de um centro identificado, Derrida descreveu esse "evento" como uma espécie de "jogo".
Um ano depois, Roland Barthes publicou A Morte do Autor, em que anunciava um acontecimento metafórico: a "morte" do autor como fonte autêntica de sentido para um determinado texto. Barthes argumentou que qualquer texto literário tem múltiplos significados e que o autor não era a fonte primária do conteúdo semântico da obra. A "Morte do Autor", afirmou Barthes, foi o "Nascimento do Leitor", como fonte da proliferação de significados do texto.

## Conceituação
Como corrente filosófica, embora não constituindo propriamente uma "escola", o pós-estruturalismo carateriza-se pela recusa em atribuir ao cogito cartesiano, ao sujeito ou ao homem, qualquer privilégio gnoseológico ou axiológico, privilegiando, em vez disso, uma análise das formas simbólicas, da linguagem, mais como constituintes da subjetividade do que como constituídas por esta.
São típicas da abordagem pós-estruturalista a retomada dos temas nietzschianos, como a crítica da consciência e do negativo (por Deleuze) ou o projeto genealógico (por Foucault), a radicalização e a superação da valorização ontológica da linguagem heideggeriana e uma perspectiva antidogmática e antipositivista. De modo geral, os pós-estruturalistas rejeitam definições que encerrem verdades absolutas sobre o mundo, pois a verdade dependeria do contexto histórico de cada indivíduo.
O pós-estruturalismo instaura uma teoria da desconstrução na análise literária, liberando o texto para uma pluralidade de sentidos. A realidade é considerada como uma construção social e subjetiva, em perpétuo devir. A abordagem é mais aberta no que diz respeito à diversidade de métodos, neste sentido, "o Pós-estruturalismo não pode ser simplesmente reduzido a um conjunto de pressupostos compartilhados, a um método, a uma teoria ou até mesmo a uma escola. É melhor referir-se a ele como um movimento de pensamento — uma complexa rede de pensamento — que corporifica diferentes de prática crítica" Em contraste com o estruturalismo, que não afirma a independência e superioridade do significante em relação ao significado (para eles os dois são inseparáveis), os pós-estruturalistas veem o significante e o significado como separáveis.
Como mencionado, o conceito de pós-estruturalismo "pode" ser, ou não, interligado ao de pós-modernismo (verificando que pós-modernismo é referido a movimentos culturais, não políticos e sociais), aos quais, os últimos, retrata a ruptura com os grandes esquemas metanarrativos que pretendem explicar ou significar o mundo social, mas, em sua grande pretensão, não explicam nada (retoricamente vazio). Assim, é possível dizer que o pós-estruturalismo não condiz com o positivismo, já que o mesmo se utiliza de metateorias para embasar esquemas teóricos de pré-conceituação de uma certa visão de mundo que retrata o social como coisa.
Em relação a abordagem nietzschiana, existem dúvidas, pois a crítica da consciência não significa eliminá-la, ao contrário, mas transformá-la, considerando o fator sócio-histórico em que a problemática está inserida ao discernir um determinado assunto. Ao contrário da genealogia de Foucault, que incide em desconstruir justamente os grandes esquemas metanarrativos, pondo um "ponto" no significante e libertando a pluralidade de significados. Assim, pode haver alguma intersecção entre pós-estruturalismo e modernidade, ou não, se considerado o inverso da penúltima afirmação do referido texto, pois as duas vertentes consideram exatamente o contrário, não pretendem "rejeitar definições que encerrem verdades absolutas sobre o mundo", mas, sim, rejeitam definições que pretendem ser verdades absolutas sobre o mundo, já que se trata exatamente da diferença entre estruturalismo X pós-estruturalismo e modernidade X pós-modernidade.

## Crítica
Analistas situam o contexto e validade do pós-estruturalismo no pós-guerra e os eventos de maio de 1968 na França. Terry Eagleton descreve: 
"Incapaz de fornecer uma liderança política coerente, mergulhada em uma confusa refrega de socialismo, anarquismo e postura infantil atrás da cerca, o movimento estudantil foi revertido e dissipado; traído por seus líderes líderes stalinistas, o movimento da classe trabalhadora foi incapaz de assumir o poder… O pós-estruturalismo foi um produto dessa mistura de euforia e desilusão, libertação e dissipação, carnaval e catástrofe, que foi 1968. Incapaz de quebrar as estruturas do poder do Estado, o pós-estruturalismo achou possível subverter as estruturas da linguagem. Ninguém, pelo menos, provavelmente lhe bateria em sua cabeça se o fizesse. O movimento estudantil foi expulso das ruas e levado à clandestinidade em discursos. Seus inimigos, conforme Barthes mais tarde, tornaram-se os sistemas de crenças coerentes de qualquer tipo — em particular todas as formas de teoria e organização política que procuravam analisar e agir sobre as estruturas da sociedade como um todo, pois eram exatamente essas políticas que pareciam ter fracassado: o sistema se mostrou poderoso demais para eles, e a crítica 'total' oferecida a ele por um marxismo fortemente stalinizado havia sido exposta como parte do problema, não como solução."
Alguns pensadores de esquerda apontam para uma intervenção norte-americana nas décadas de 50 e 60 sobre as correntes do estruturalismo, em que a Fundação Ford e Fundação Rockefeller teriam financiado movimentos de reconstrução das ciências sociais e humanidades na França, levando à fundação em 1975 da École des hautes études en sciences sociales (EHESS); eles alegam que essa estruturação das humanidades seria em parte um projeto de Guerra Fria para controle social em suprimir a crítica marxista. Especificamente, um programa de conferências e seminários estruturalistas promovido em 1966 por Richard A. Macksey no novo Centro de Humanidades nos EUA inaugurou o diálogo com alguns intelectuais franceses na América do Norte, trazendo pensadores como Derrida, Barthes e Lacan, e foi patrocinado pela Fundação Ford. O colóquio de Derrida Structure, Sign, and Play in the Discourse of the Human Sciences, diferente do esperado, criticou o estruturalismo e marcou o início do pós-estruturalismo. Segundo Richard Macksey, foi "[um] ataque frontal aos compromissos contraditórios e pontos cegos não examinados de todo o projeto estruturalista. Como tal, constitui um ponto de virada no discurso das humanidades e o começo do que ainda é um tanto desajeitadamente chamado "pós-estruturalismo"… Assim, o simpósio foi concebido como uma praça d'armas para o estruturalismo europeu; mas concluiu de maneira bastante dramática com um poderoso ataque ao discurso estrutural; e, em sua recepção, resultou em uma virada totalmente imprevista do parafuso crucial." Houve controvérsia quando o colóquio foi examinado pela nova revista Telos em 1970, em que Richard Moss publicou um artigo criticando seus patrocinadores e denunciando-o como um agente do capitalismo multinacional. Derrida, em particular, recebeu críticas de marxistas como Fredric Jameson, que consideravam a desconstrução excessivamente intelectual e distante da luta de classes. O ataque às teorias do estruturalismo levou a críticas do pós-estruturalismo por estruturalistas, como por exemplo Jean Piaget, que considerou uma falta de método em Foucault; e Pierre Bourdieu, que afirmou que Derrida e Foucault destruíam as ciências sociais "sem pagar o preço da conversão genuína às restrições e demandas da pesquisa empírica".
Na Teoria Crítica da Escola de Frankfurt, que influenciou o movimento pós-estruturalista, alguns pensadores destacam a falta de razão crítica dos pensadores considerados pós-estruturalistas: Jürgen Habermas, em O Discurso Filosófico da Modernidade (1985), classifica Derrida e outros do pós-estruturalismo dentro de uma tradição hegeliana de esquerda e nietzscheana e tornou-se um dos mais notórios frankfurtianos nos debates, defendendo o legado iluminista da razão na modernidade para que se assegure a comunicação e criticando as teorias reducionistas de poder e a tradição francesa de pensamento "transgressivo". Manfred Frank refere-se ao movimento como neo-estruturalismo, denominando-o assim para enfatizar o seguimento do estruturalismo e para caracterizá-lo especificamente como o grupo francês surgido após os eventos de maio de 68 com um denominador comum de denúncia aos conceitos de dominação e sistema, mas cuja articulação ele considerou que leva a uma morte amoral do sujeito, e criticou a falta de comunicação com os pensamentos dos discursos críticos alemães; ele apoiava um racionalismo crítico e reprovava "as aporias de uma crítica social que contorna a ética e portanto recai em categorias derivadas do vitalismo e do darwinismo social."
Alguns observadores de fora do campo pós-estruturalista questionaram o rigor e a legitimidade do campo. O filósofo americano John Searle sugeriu em 1990: "A disseminação da teoria literária 'pós-estruturalista' talvez seja o exemplo mais conhecido de um fenômeno bobo, mas não catastrófico". Da mesma forma, o físico Alan Sokal em 1997, criticou "a linguagem pós-modernista/pós-estruturalista que agora é hegemônica em alguns setores da academia americana". O estudioso da literatura Norman Holland, em 1992, viu o pós-estruturalismo como defeituoso devido à dependência do modelo linguístico de Saussure, que foi seriamente desafiado nos anos 50 e logo foi abandonado pelos linguistas: "As opiniões de Saussure não são sustentadas, até onde eu sei, por linguistas modernos, apenas por críticos literários e por filósofos ocasionais. [A adesão estrita a Saussure] provocou filme e teoria literária errados em grande escala. Pode-se encontrar dezenas de livros de teoria literária atolados em significantes e significados, mas apenas um punhado que se refere a Chomsky."
O linguista, cientista cognitivo, filósofo e socialista libertário Noam Chomsky criticou pensamentos dessa vertente da filosofia pós-modernista:
Algumas das pessoas nesses cultos (que é o que parecem ser para mim) que conheci: Foucault (temos até uma discussão de várias horas, que está impressa, e passamos algumas horas em uma conversa muito agradável, sobre problemas reais e usando uma linguagem perfeitamente compreensível - ele falando francês, eu inglês); Lacan (que eu conheci várias vezes e considerava um charlatão divertido e perfeitamente autoconsciente, embora seu trabalho anterior, pré-culto, fosse sensato e eu o discuti na imprensa); Kristeva (que eu conheci apenas brevemente durante o período em que ela era maoista fervorosa); e outros. Muitos deles eu não conheci, porque estou muito distante desses círculos, por opção, preferindo grupos bem diferentes e muito mais amplos - os tipos nos quais dou palestras, faço entrevistas, tomo parte em atividades, escrevo dezenas de cartas longas toda semana, etc. Eu mergulhei no que eles escrevem por curiosidade, mas não muito longe, por razões já mencionadas: o que eu encontro é extremamente pretensioso, mas no exame, muitos deles são simplesmente analfabetos, baseados em leitura extraordinária de textos que eu conheço bem (às vezes, que escrevi), com argumento que é assustador por sua casual falta de autocrítica elementar, muitas declarações triviais (embora vestidas de palavrões complicados) ou falsas; e uma boa dose de linguagem sem nexo. Quando procedo como em outras áreas em que não entendo, encontro os problemas mencionados em conexão com (1) e (2) acima. Então são a esses a quem me refiro e por que não prossigo muito longe. Posso listar muito mais nomes, se não for óbvio.
David Foster Wallace escreveu: 
Os desconstrucionistas ("desconstrucionista" e "pós-estruturalista" significam a mesma coisa, a propósito: "pós-estruturalista" é o que você chama um desconstrucionista que não quer ser chamado de desconstrucionista);… veja o debate sobre a propriedade de significado como escaramuça em uma guerra maior na filosofia ocidental sobre a ideia de que presença e unidade são ontologicamente anteriores à expressão. Eles pensam que existe uma presunção iludida de longa data que, se houver uma expressão, deve existir uma presença unificada e eficaz que cause e possua essa expressão. Os pós-estruturalistas atacam o que vêem como preconceito pós-platônico em favor da presença sobre a ausência e da fala sobre a escrita. Nós tendemos a confiar na fala acima da escrita por causa do imediatismo do interlocutor: ele está ali, e podemos agarrá-lo pelas lapelas, olhar em seu rosto e descobrir exatamente o que ele quer dizer. Mas a razão pela qual os pós-estruturalistas estão no ramo da teoria literária é que eles vêem a escrita, não a fala, como mais fiéis à metafísica da expressão verdadeira. Para Barthes, Derrida e Foucault, a escrita é um animal melhor que a fala, porque é iterável; é iterável porque é abstrato; e é abstrato porque é uma função não da presença, mas da ausência: o leitor está ausente quando o escritor escrever e o escritor ausente quando o leitor está lendo.

Para um desconstrucionista, portanto, as circunstâncias e intenções de um escritor são realmente parte do "contexto" de um texto, mas o contexto não impõe cercas reais ao significado do texto, porque o significado na linguagem requer o cultivo da ausência e não da presença, não envolve a imposição mas o apagamento da consciência. Isso ocorre porque esses caras — Derrida, seguindo Heidegger, Barthes, Mallarmé e Foucault — Deus sabe quem — vêem a linguagem literária como não uma ferramenta, mas um ambiente. Um escritor não usa linguagem; ele está inscrito nela. A linguagem nos fala; escrever escreve; etc.